# Stygiochelifer cavernae
Stygiochelifer cavernae är en spindeldjursart som först beskrevs av Albert Tullgren 1912.  Stygiochelifer cavernae ingår i släktet Stygiochelifer och familjen tvåögonklokrypare. Inga underarter finns listade i Catalogue of Life.